# Dicranomyia spinosissima
Dicranomyia spinosissima är en tvåvingeart som beskrevs av Geiger och Jaroslav Stary 1994. Dicranomyia spinosissima ingår i släktet Dicranomyia och familjen småharkrankar. Inga underarter finns listade i Catalogue of Life.